# Wolfgang Scholz (Mediziner)

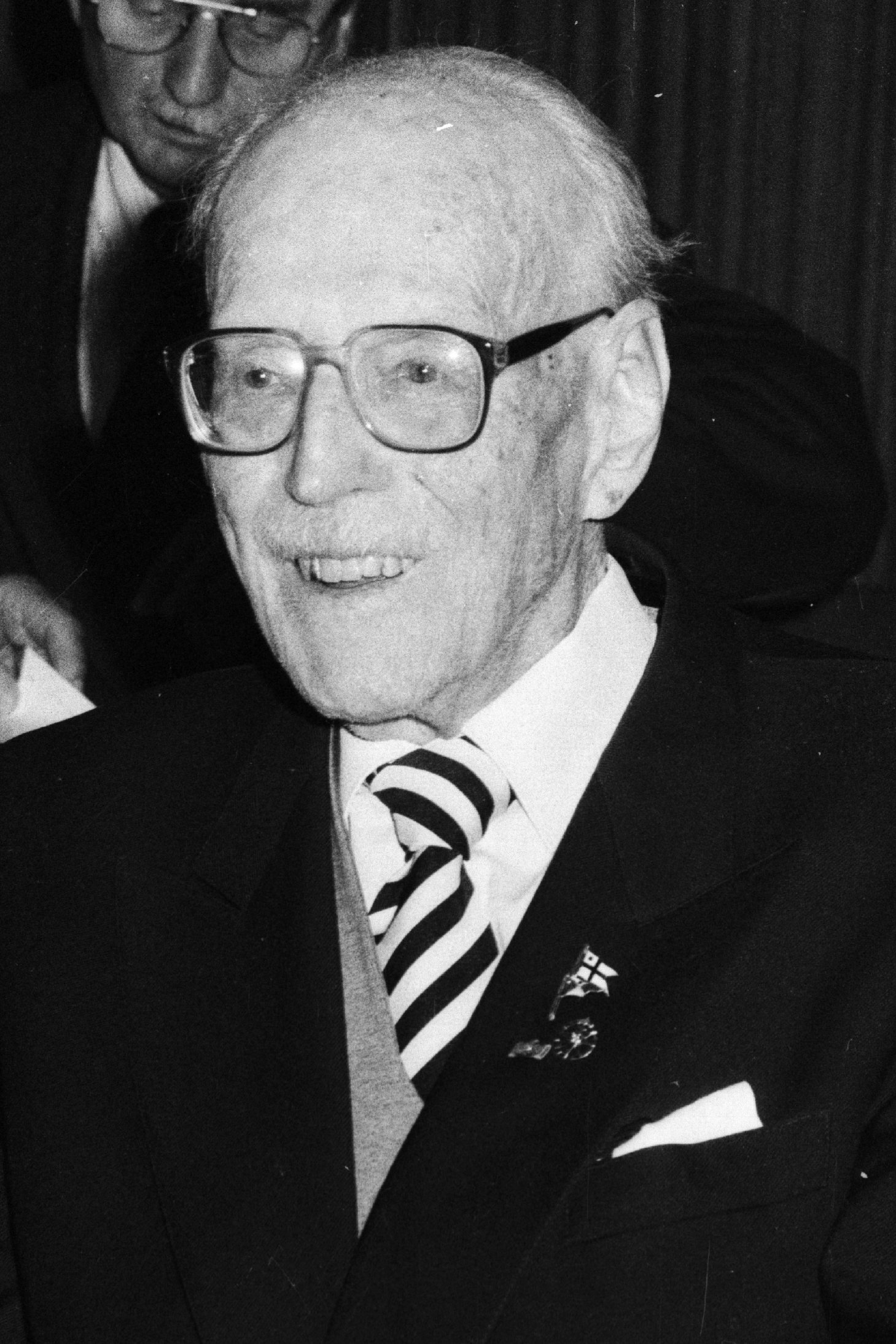
Wolfgang Scholz beim Deutschen Seglertag 2001 in Gunzenhausen

Wolfgang Scholz (* 30. Juni 1906 in Königsberg in Preußen; † 19. August 2002 in Hamburg) war ein deutscher Arzt, Sanitätsoffizier und Regattasegler.

## Leben
Scholz absolvierte nach dem Abitur am Altstädtischen Gymnasium
Studium der Medizin an den Universitäten Königsberg, München und Berlin. Nach dem medizinischen Staatsexamen wurde er in Königsberg zum Dr. med. promoviert. Er durchlief die Facharztausbildung für Innere und Lungenkrankheiten. Als Arzt wurde er in Genf, Labiau, Kiel und München tätig. In seiner Eigenschaft als Berufssoldat wurde er 1935 Chefarzt der Inneren Abteilung des Lazarettes in Elbing.
Während des Zweiten Weltkrieges war er ab Oktober 1940 für zwei Jahre stellvertretender „Abteilungsleiter für Wissenschaft und Gesundheitsführung der Heeressanitätsinspektion“ und „Referent für Seuchenbekämpfung“. Er nahm an der Fleckfiebertagung im Berliner Innenministerium am 29. Dezember 1941 teil. Eine Woche später begannen Medizinversuche mit Fleckfieberpräparaten an Häftlingen im KZ Buchenwald. Er war ein „enger Mitarbeiter Siegfried Handlosers und organisierte die Arbeitstagungen Ost der Beratenden Ärzte mit“. Unter anderem war er noch Divisionsarzt der 6. Panzer-Division. Am Ende seines militärischen Dienstes erreichte er den Rang eines Oberfeldarztes.
Von 1951 bis 1971 leitete er den ärztlichen Dienst der Deutschen Bundesbahn in Norddeutschland.
Scholz begründete in Hamburg die Wehrmedizinische Gesellschaft, in der er anfangs als Vorsitzender und schließlich als Berater fungierte. Zudem war er später als Pensionär Begründer der Arbeitsgemeinschaft für Geschichte der Wehrmedizin. Für seine Verdienste um die Wehrmedizinische Gesellschaft und seine Dozententätigkeit  an der Führungsakademie der Bundeswehr wurde ihm durch Verteidigungsminister Manfred Wörner 1987 das Ehrenkreuz der Bundeswehr in Gold verliehen.

## Regattasegler
Scholz trat 1920 in die Jugendabteilung des Segelklubs Rhe ein. Von 1937 bis 1939 war er erfolgreichster Segler des Vereins und gewann in dieser Zeit den Eulenbecher für die meisten Siege sowie den Böhm-Pokal für die meisten Starts. Noch 1986 ersegelte er den Langfahrtpreis des Klubs für eine Fahrt von Brunsbüttel über Arendal und Smögen nach Gelting (770 Seemeilen in zehn Tagen).
Nach der Verlegung des Vereinssitzes des SC Rhe von Königsberg nach Hamburg war Scholz von 1954 bis 1965 Schriftführer, von 1965 bis 1966 und 1968 bis 1972 leitete er den Verein als Vorsitzender. Für seine Verdienste wurde er vom Verein 1972 mit dem Ehrentitel Kommodore ausgezeichnet. 1964 wurde er für zehn Jahre in das Präsidium des Deutschen Segler-Verbandes gewählt. Dort arbeitete er ab 1968 die Führerscheinvorschriften des DSV aus.
Scholz starb kurz nach Vollendung seines 96. Lebensjahres am 19. August 2002 und wurde auf dem Friedhof in Hamburg-Rahlstedt begraben.